# دودمان بیست و سوم مصر
دودمان بیست و سوم مصر، معمولاً به عنوان سومین سلسله دوره میانی سوم مصر باستان طبقه بندی می‌شود. این سلسله متشکل از تعدادی از شاهان مشواش بود که از ۸۸۰ پیش از میلاد تا ۷۲۰ پیش از میلاد یا به عنوان فرعون یا به عنوان پادشاهان مستقل بخش‌هایی از مصر علیا و فرعون‌ها از ۸۳۷ پیش از میلاد تا ۷۲۸ پیش از میلاد حکومت کردند.

## فرعون‌ها
فهرست فرعون‌ها